# Хатли (Висконсин)
Хатли (енгл. Hatley) град је у америчкој савезној држави Висконсин.

## Демографија
По попису из 2010. године број становника је 574, што је 98 (20,6%) становника више него 2000. године.
| Група             | 2000.       | 2010.       |
| Белци             | 464 (97,5%) | 533 (92,9%) |
| Афроамериканци    | 0 (0,0%)    | 1 (0,2%)    |
| Азијати           | 1 (0,2%)    | 6 (1,0%)    |
| Хиспаноамериканци | 0 (0,0%)    | 14 (2,4%)   |
| Укупно            | 476         | 574         |